# The Big O
Pour les articles homonymes, voir The Big O (homonymie).
The Big O (THE ビッグオー, Za Biggu Ō) est une série anime produit par Sunrise, réalisée par Kazuyoshi Katayama et écrite par Chiaki J. Konaka. Keiichi Sato en était le mecha et character designer.
Quarante ans avant les événements racontés dans la série, un événement mystérieux fait perdre la mémoire aux résidents de Paradigm City. La série suit Roger Smith, le meilleur négociateur de la ville. Il est aidé d'une androïde appelée R. Dorothy Wayneright et de son majordome Norman Burg. Roger utilise le Big O, une relique géante de la ville qui peut contenir l'avenir de la ville, quand il en a besoin.
The Big O est un hommage aux séries japonaises et occidentales des années 1960 et 1970. De style film noir, il mélange l'ambiance d'une série policière avec celle du genre mecha en anime et rappelle les films kaijū des studios Tōhō. La musique est un mélange de genres assez hétéroclites.
La série commença à être diffusée le 13 octobre 1999 sur la chaîne japonaise WOWOW et y finit le 19 janvier 2000. À l'origine longue de treize épisodes, sa popularité internationale (ayant été diffusée aux États-Unis), provoqua la création d'une seconde saison coproduite par Cartoon Network, Sunrise et Bandai Visual ; le premier épisode fut diffusé en janvier 2003 sur la chaîne japonaise Sun Television.

## Trame
Quarante ans avant les événements racontés dans la série, un désastre survient, transformant la Terre en un vaste et morne désert et laissant les survivants sans souvenirs de ce qui s'était passé. La série se déroule à Paradigm City, un état policier situé sur l'île de Manhattan contrôlé par la Paradigm Corporation. La ville est facilement reconnaissable à ses géodes, structures qui abritent les citoyens plus aisés et excluent les plus démunis.
The Big O évoque la nature des souvenirs. Un souvenir est une entrée enregistrée dans le cerveau d'un organisme, mais à Paradigm City, ils sont beaucoup plus que cela. Les Memorii peuvent représenter tout ce dont les citoyens ne se rappellent plus de la vie d'avant, et peuvent prendre la forme de documents ou reliques d'avant l'événement, ou encore d'hallucinations ou de rêves récurrents.
La première moitié de la série est épisodique. Chaque acte suit un citoyen différent, sa réaction face aux souvenirs perdus et comment il continue à vivre sans savoir ce qui s'est passé. Les derniers épisodes introduisent des éléments qui seront pleinement traités dans la seconde saison de la série, dont l'existence d'autres personnes en dehors de Paradigm City, la nature du cataclysme survenu, et « le pouvoir de Dieu dans les mains de l'Homme » ; l'histoire y est racontée en continu et non épisodiquement. On y rencontre Alex Rosewater, PDG de la Paradigm Corporation et ennemi de Roger, ainsi que l'Union, des agents étrangers travaillant au sein de Paradigm.

## Personnages
Roger Smith (seiyū Mitsuru Miyamoto)
Le personnage principal de la série. En tant que négociateur, il doit essayer de trouver une solution pour les problèmes de la « Ville d'amnésie ». Il négocierait presque tout pour tout le monde, mais est un professionnel et exige aux parties de se comporter comme tels, aussi. Quand les souvenirs réveillent le peuple et les forcent à faire revivre les horreurs de leur passé, sa seule option est de recourir à sa propre monstruosité, le megadeus noir Big O.
R. Dorothy Wayneright (seiyū Akiko Yajima)
L'assistante de Roger. Introduite dans le premier épisode de la première saison comme Dorothy Soldano, fille du riche industriel Miguel Soldano, on sait plus tard qu'elle est en réalité un androïde construit par Soldano. Son « père » serait Timothy Wayneright, l'homme qui commanda sa construction et père de la vraie Dorothy Wayneright. Elle aide Norman le majordome et vit chez Roger ; elle l'aide par gratitude.
Norman Burg (seiyū Motomu Kiyokawa)
Le majordome de Roger. Il y a quarante ans, il perdit tout souvenir d'avant la catastrophe, mais il n'hésiterait pas une seconde pour y suivre son maître. Débrouillard et talentueux, il garde le Big O. Les compétences de Norman lui donnent une raison d'être et une mission à accomplir.
Dan Dastun (seiyū Tesshō Genda)
Chef de la police militaire, on le voit dès le premier épisode. Il est l'ancien supérieur de Roger, mais ils restent en contact. Il n'apprécie pas le fait qu'on trouve qu'il est une marionnette du Paradigm Corporation, mais est fier de son travail. La police militaire est indispensable à la ville.
Angel (seiyū Emi Shinohara)
Angel est la belle femme que Roger rencontre plusieurs fois dans la série, d'abord sous le nom de Casey Jenkins, investigatrice pour Paradigm Power Management dans le troisième épisode, et sous Patricia Lovejoy, secrétaire de la maison d'édition Paradigm Press dans le quatrième. Sa véritable identité est un mystère, ses motivations aussi, et elle n'est fidèle qu'à elle-même.

## Production
Le développement de cette série, d'un style assez rétro, commence en 1996, lorsque Keiichi Sato imagine un énorme robot destructeur de villes, le Big O, piloté par un homme en noir, dans un environnement ressemblant à Gotham City. Il rencontre plus tard Kazuyoshi Katayama, qui vient de finir Ceux qui chassent des elfes, et commence à travailler sur le character design et les layouts. Au moment où « les choses allaient vraiment commencer à bouger », Katayama doit se concentrer sur la production de Sentimental Graffiti (en), qui vient de commencer, et le travail sur Big O est mis en pause. Sato, pour sa part, est très occupé avec City Hunter.
Il admet que la série a commencé comme « une pub pour des jouets », mais les représentants de la division Hobby de Bandai ne le voient pas ainsi. Dès lors, le travail se fait avec Bandai Visual, mais Sunrise a encore besoin d'être sûr et demande la création de plusieurs robots de plus pour augmenter la vente de jouets par la suite. En 1999, lorsque le design est terminé, Chiaki J. Konaka est embauché comme scénariste en chef. C'est lui qui pense à la « ville sans mémoire », et son équipe esquisse l'histoire des vingt-six épisodes de la série.
The Big O voit sa première le 13 octobre 1999 sur la chaîne WOWOW. Quand les scénaristes apprennent que la série serait coupée de treize épisodes, ils écrivirent un cliffhanger, en espérant une seconde saison. En 2001, la série est diffusée sur la chaîne américaine Cartoon Network.
La série rencontre un grand succès international auprès des fans d'anime, qui entraîne la création d'une seconde saison, coproduite par Cartoon Network, Sunrise et Bandai Visual. Elle est diffusée sur Sun Television au Japon en janvier 2003, et aux États-Unis sept mois plus tard, dans la programmation Adult Swim. Tous les scénarios de la seconde saisons sont écrits par Konaka.
Avec les treize épisodes de la seconde saison, Cartoon Network a une option pour demander vingt-six épisodes de plus à Konaka. Selon Jason DeMarco, producteur de la seconde saison, le peu d'attention généré par la série et les ventes faibles de DVD aux États-Unis et au Japon rendent impossible la production de nouveaux épisodes.

### Musique
La musique de The Big O est de Toshihiko Sahashi, ancien élève du Geidai. Ses œuvres sont symphoniques et très classiques, avec quelques morceaux de style electronica et jazz. Choisi à cause de « sa terrifiante connaissance des émissions dramatiques étrangères ». Sahashi ajoute des hommages musicaux à la bande son. La musique de fond est inspirée par les films noirs, les films d'espionnage et des émissions de science-fiction comme La quatrième dimension. La musique des batailles fait penser à celle de Akira Ifukube pour la série Godzilla.
Le premier générique du début est Big-O!, inspiré par Queen,. Écrite, arrangée et interprétée par Rui Nagai, la chanson ressemble au générique du film Flash Gordon.
Le seconde générique est Respect, composée par Sahashi. La musique de la série est un hommage à celle de UFO, alerte dans l'espace, composée par Barry Gray. En 2007 Nagai compose Big-O! Show Must Go On, hard rock tout droit sorti des années 1960, pour les rediffusions de la série sur la chaîne Animemax. La chanson du générique de fin est une lente ballade, And Forever, écrite par Chie, composée par Ken Shima et interprétée en duo par Robbie Danzie et Naoki Takao.
Dans la bande originale, on trouve aussi des œuvres qui ne sont pas de Sahashi, dont le Prélude No. 15 de Chopin et une version jazz sur saxophone de Jingle Bells. Victor Entertainment a édité la bande originale complète de la série sur deux CD. 

### Version française
- Producteur : Dybex
- Société de doublage : Chinkel
- Direction artistique : Thierry Kazazian
- Adaptation des dialogues : Christian Niemiec

### Adaptations
The Big O a été conçu en tant que media franchise, c'est-à-dire sous licence d'exploitation. Pour ce faire, Sunrise commande la création d'un manga, produit parallèlement à la série. Ce manga est adapté en feuilleton dans le Magazine Z de Kōdansha à partir de juillet 1999, trois mois avant le début de l'anime. Écrit par Hitoshi Ariga, il utilise le design de Keiichi Sato dans une histoire très différente. Il finit en octobre 2001 et a été publié en six volumes. La version anglophone du manga est publiée par VIZ Media.
Anticipant la diffusion de la seconde saison, une nouvelle série manga est créée. The Big O: Lost Memory, écrit par Hitoshi Ariga, a lieu entre la période décrite dans les volumes cinq et six du manga original. Il est lui aussi adapté en feuilleton dans Magazine Z, de novembre 2002 à septembre 2003, et est publié en deux volumes. Il n'en existe pas de traduction. 
The Big O: Paradigm Noise, un roman de Hiroki Taniguchi, est publié le 16 juillet 2003.

## Design
The Big O est une idée originale de Keiichi Sato et Kazuyoshi Katayama, en hommage aux séries avec lesquelles ils ont grandi. La série fait souvent référence au travail de Gerry Anderson et ITC Entertainment, aux séries de super-héros produites par Toei et aux super-robots de la vieille école. La série est de style film noir et pulp fiction, et combine l'ambiance d'histoires de détective avec le genre mecha.

### Style
The Big O reprend de nombreux thèmes, archétypes et éléments visuels des films noirs des années 1940.
Les plans à contre-jour sont caractéristiques de la plupart des films noirs. La série utilise de longues ombres noires, dans la tradition du clair-obscur, ainsi que des angles de vue inhabituels, comme l'introduction de Roger en contre-plongée dans le premier épisode. Les réalisateurs de films noirs appréciaient particulièrement cet angle de vue parce qu'il faisait paraître les personnages comme s'élevant presque du sol, leur donnant une envergure dramatique et symbolique. D'autres astuces sont employées tout au long de la série pour désorienter le public, comme les dutch angles, les reflets dans les miroirs et la distorsion visuelle.
Les personnages de The Big O sont des archétypes des films noirs. Roger Smith est un personnage fait au même moule que le Philip Marlowe de Raymond Chandler (Le Grand Sommeil, 1946) ou le Sam Spade de Dashiell Hammett (Le Faucon maltais, 1941). Ce négociateur désillusionné, ex-flic, dont le job tient plus de celui d'un détective, est rusé et cynique. Big Ear est l'indic de Roger et Dan Dastun son ami du côté de la police. Le récurrent Beck est le voyou imaginatif qui rêve de grandeur tandis que l'adorable Angel joue le rôle de la femme fatale. Parmi les personnages secondaires, on trouve des policiers corrompus, des businessmen véreux et des savants fous.
Les personnages de films noirs aiment à manier l'humour et le double sens ; les dialogues de la série sont réputés pour leur humour spirituel et plein d'ironie. Les personnages usent de leur charme et échangent des badineries rares dans les dialogues d'animés, qui tendent à être directs. L'intrigue avance grâce à la narration que fait Roger à la première personne, qui place le spectateur dans l'esprit du personnage si bien qu'il peut expérimenter les angoisses du personnage et s'identifier en partie à lui.
Le paysage urbain de Paradigm City est le milieu noir parfait : les grands immeubles et les dômes géants créent un sentiment de claustrophobie et de paranoïa caractéristique,. Le paysage rural d'Ailesberry Farm contraste avec Paradigm City. Les personnages cherchent souvent des abris dans de tels endroits mais, comme le montre l'Acte 23, ils finissent de la même façon par devenir un terrain mortel. La musique de la série est représentative de cela. Si aucun film noir classique ne possède de bande son jazz, cette musique apparaissait dans les night-clubs à l'intérieur des films. Roger's Theme, un solo de saxophone récurrent qui accompagne la narration du personnage principal, est le meilleur exemple du style noir de la série.
L'amnésie est un élément classique des intrigues de films noirs. La plupart de ces histoires se basant sur un personnage cherchant à prouver son innocence, les auteurs en faisaient un amnésique incapable de prouver son innocence ne serait-ce qu'à lui-même. The Big O va plus loin, en supprimant les souvenirs d'une population entière. Le passé alambiqué est raconté à travers des flash-backs. Comme dans la plupart des films noirs, le passé est, dans The Big O, tangible et menaçant. Les personnages tentent souvent d'échapper à un traumatisme ou à un crime commis avant l'Événement qui changea leur monde ; mais les citoyens de Paradigm ne peuvent échapper à leur passé, qu'ils le connaissent ou non, et le confronter est leur seule chance de rédemption.

### Influences
L'influence la plus commentée de The Big O est celle du comic Batman,,. Sunrise, le studio de production de la série, était un sous-traitant de Batman, la série animée,, et les publicités de Toonami reconnaissent l'influence du Chevalier Noir sur Roger Smith.
Roger Smith est un pastiche du personnage de Bruce Wayne et de Batman : il a la même couleur de cheveux et les mêmes habits que Wayne, entre autres. Comme Bruce, Roger est fier d'être un riche play-boy, au point que l'une des règles de sa maison est que seules les femmes peuvent entrer sans sa permission. Comme Batman, Roger Smith ne porte pas d'arme, quoiqu'il soit moins strict que le Chevalier Noir de ce point de vue ; pour lui, « ça fait partie des règles d'un gentleman ». Les gadgets de Roger incluent entre autres le Griffon, une berline noire comparable à la Batmobile, un grappin qui peut s'éjecter et sa montre, et le robot géant qu'Angel appelle « l'alter ego de Roger ».
Parmi les personnages secondaires de The Big O, on trouve Norman, le fidèle majordome, qui remplit le rôle d'Alfred Pennyworth, R. Dorothy Wayneright, qui joue les acolytes, et Dan Dastun, un policier honnête et ami du héros, comme Jim Gordon. La saison 2 introduit un nouvel ennemi pour Roger en la personne de Alan Gabriel, un psychopathe qui se maquille et aborde un style assez dandy, un personnage qui n'est pas sans rappeler la nemesis de Batman, le Joker.
L'autre influence majeure de The Big O est Giant Robo (en) de Mitsuteru Yokoyama,,. Avant de travailler sur The Big O, Kazuyoshi Katayama et d'autres animateurs faisaient partie de l'équipe de l'OAV Giant Robo, un hommage « rétro-chic » à la carrière de Yokoyama. Sa production dura sept ans et souffrit de ventes faibles et de hauts coûts. Frustrés par cette expérience, les membres de l'équipe décidèrent de faire de The Big O ce qu'ils auraient voulu que Giant Robo soit.
Comme Giant Robo, les megadeuses de Big O sont des monstres d'acier aux formes étranges, « plus machos que pratiques », avec leurs bras en tuyaux de poêle et leurs boulons apparents. À la différence des robots géants des autres séries, les megadeuses ne font preuve ni d'une vitesse ni d'une grâce exceptionnelles. À la place, ils sont munis d'armes de la vieille école : missiles, poings à pistons, mitrailleuses et canons laser.

## Réception
La première diffusion de The Big O a lieu le 13 octobre 1999. La série n'est pas un grand succès au Japon, où les 26 épisodes prévus sont réduits à 13. Le public occidental est plus réceptif, et la série atteint le succès que recherchaient ses concepteurs,. Dans une interview pour AnimePlay Magazine, Keiichi Sato a déclaré, en parlant du succès de la série à l'étranger, que « c'est exactement ce que nous avions prévu ».
Plusieurs mots reviennent dans les critiques anglophones : des adjectifs comme hip (« branché »), sleek (« soigné »), stylish (« stylé »), classy (« classe »), et, surtout, cool,, servent à décrire le concept, l'iconographie, et la série elle-même. Les critiques ont pointé les références et hommages à diverses œuvres de fiction : Batman,,  Giant Robo (en),, les ouvrages d'Isaac Asimov,, le Metropolis de Fritz Lang, James Bond, et Cowboy Bebop,. Mais d'après un article d'Anime on DVD, « si tout ceci peut faire croire que l'émission n'est composée que d'éléments empruntés, The Big O réussit quand même à être quelque chose d'original parmi les nombreuses autres séries d'animé calquées sur autre chose ». Un critique cite les nombreux hommages comme l'un des problèmes de la série et les met sur le dos sur un manque d'originalité de la part des concepteurs.
L'accueil réservé à la première saison est bon. Anime on DVD la recommande comme une série essentielle Chris Beveridge sur le site susmentionné attribua un A- aux volumes 1 et 2, et un B+ aux volumes 4 et 4. Le critique d'Anime Academy lui donne une note de 83, citant parmi ses qualités son côté « unique », les « personnages intéressants » et l'« action sympathique ». Mike Toole, d'Anime Jump, écrit que « The Big O est une série entièrement excellente » et lui donne 4,5 étoiles sur une échelle de 5 Les critiques,, comme les fans, s'accordent à penser que le défaut de cette saison est sa fin, ou plutôt son absence de fin. C'est cette fin vague, qui frustre les spectateurs, pousse Cartoon Network à s'investir dans la production d'épisodes supplémentaires.
L'aspect visuel et l'ambiance de l'émission sont nettement améliorés durant la deuxième saison. La qualité de l'animation est décrite comme « proche de celle d'un OAV » et les dessins « beaucoup plus riches et détaillés ». Les problèmes de la première saison sont également accrus. Les combats de robots géants semblent toujours déplacés à certains,, tandis que d'autres acclament l'« exagération » de leur exécution,.
Pour certains critiques, la deuxième saison « n'atteint pas tout à fait le niveau de la première » ; selon eux, il manque « quelque chose » à ces épisodes. Andy Patrizio, de l'IGN, pointe du doigt le caractère changeant de Roger Smith, qui « a perdu une partie de son côté cool et très amusant dans la seconde saison ». Comme pour la première saison, la fin de la seconde est généralement considérée comme son principal défaut de la seconde,. Chris Beveridge, de Anime on DVD, se demande si c'était « le but de Konaka d'essayer de créer l'une des fins de série les plus embrouillantes et obliques qui soient ». Patrizio affirme que « les auteurs ont un peu trop regardé The Truman Show et Matrix ». Le critique de Japan Hero ne pense pas que ce final en valait la peine, déclarant que « le public était sur des charbons ardents depuis si longtemps, chaque épisode faisant monter ne serait-ce qu'un peu la tension et le suspense, et on arrive finalement à CE moment, et… eh bien, ça y est. Pour moi, ce fut en toute honnêteté un peu décevant ».